# Ademar León
Der Club Balonmano Ademar León ist ein spanischer Handballverein aus León. Aus Sponsoringgründen tritt der Verein seit 2014 als ABANCA Ademar León an.

## Geschichte
Der Club wurde 1956 gegründet. 1975 stieg das Team in die División de Honor, die erste Liga Spaniens, auf. 1995/96 spielte die Mannschaft erstmals im Europapokal (City-Cup). In der Saison 1996/97 wurde Ademar Zweiter der Meisterschaft; damit spielte der Verein 1997/98 erstmals in der EHF Champions League. 1999 und 2005 holte das Team als erste internationale Titel zweimal den Europapokal der Pokalsieger; 2007 verlor Ademar León das Finale dieses Wettbewerbs gegen den HSV Hamburg.

## Name
Der Namensbestandteil Ademar ist ein Akronym und steht für La Asociación de Exalumnos Maristas, deutsch: Vereinigung der Marista-Absolventen (Absolventen des Colegio Maristas).
Der Namenssponsor Abanca ist ein privates spanisches Kreditinstitut.

## Erfolge
- Spanischer Meister: 2000/01
- Spanischer Pokalsieger: 2001/02
- Copa Asobal: 1998/99, 2008/09
- Europapokal der Pokalsieger: 1998/99, 2004/05

## Spieler
Beim Verein waren auch folgende Spieler aktiv: Ion Belaustegui, Mladen Bojinović, Ivo Díaz, Alberto Entrerríos, Raúl Entrerríos, Ole Erevik, Rubén Garabaya, Juanín García, Carlos Lima Fuentes, Roberto García Parrondo, Eric Gull, José Javier Hombrados, Kasper Hvidt, Kristian Kjelling, Demetrio Lozano, Oleg Lvov, Petar Metličić, Iker Romero, Sigfús Sigurðsson, Dragan Škrbić und Uroš Zorman.

## Trainer
Trainer des Vereins ist seit 2023 Daniel Gordo. Vorgänger waren Manuel Cadenas (2019–2023), Isidoro Martínez (2011–2012).